# Granímetre
Un granímetre és un instrument per a mesurar el nombre de grans de pedra o de calamarsa caiguts en una extensió determinada en un període. Està constituït per una placa d'un material rígid fàcilment deformable (com el poliestirè) recobert o no per una làmina de full d'alumini.
Es diposita a l'aire lliure de forma absolutament horitzontal i lluny d'obstacles (com un mur o arbres) que poguessin comprometre la mesura. Durant l'episodi de calamarsa, els impactes de les partícules de gel deixaran marques en el granímetre. Transcorregut el període que s'estipuli, el recompte d'aquestes marques permetrà de calcular la intensitat de la pedregada.